# 同庆堂
同庆堂，为中国江苏省淮安市的一座基督教教堂，位于清江浦区长东街道越河路里运河河畔。
同庆堂为美南长老会在清江浦的第二个中心教堂，位于内城外同庆街14号（同庆街北侧，越河街、酱园巷东侧），建于1923年，占地4亩，12间，十字形平面，堂内一次可容纳500人。教堂钟楼高8米，门楣上刻有“以便以谢”字样。
美南长老会在清江浦的第一个中心教堂为基隆巷福音堂，建于19世纪末，创建者为赛兆祥牧师（赛珍珠之父）。
1958年实行联合礼拜，同庆堂为全市各教派5所教堂中唯一保留教堂。1966年文化大革命期间教堂关闭，被五金厂占用。文革结束后，将和平路原牧师楼（家雅各住宅）临时改为和平路福音堂聚会。同庆堂长期未能归还教会，教堂大部坍塌，只有钟楼大致保持原貌。二十年后，由于信徒增加迅速，1999年易地至上海西路，建成建筑面积3685平方米的淮安市基督教堂，可容纳4000名信徒聚会。
2009年，清江钟楼被列为淮安市文物保护单位。但同庆堂所在的十里东长街、越河街、同庆街街区已挂牌出让开发，2010年经协商后，清江钟楼得以在原址保留，另在越河路对面的里运河文化长廊范围内复建教堂。此教堂建成后一直空关。